# Gostavățu
Gostavățu is een Roemeense gemeente in het district Olt.
Gostavățu telt 3251 inwoners.